# Штрайтман, Хенрик
Хенрик Штефан Штрайтман, (рум. Henric Ștefan Streitman, также писал фамилию как Ștraitman; 1873, Пятра-Нямц — 1949) — румынский политик (сенатор от Буковины), переводчик и журналист, а также учёный-физик. Сменил свои политические взгляды: от социализма в молодости перешёл в крайне правый лагерь (с 1932 г. — член национал-цэрэнистской партии). Нередко участвовал в полемике по общественно важным вопросам, был известен своей эрудицией, издавал ряд короткоживущих периодических изданий. Сотрудничал с весьма широким спектром румынских политиков, в том числе с откровенными антисемитами, несмотря на своё еврейское происхождение.

## Биография
Родился в городе Пятра-Нямц в еврейской семье. Позднее обратился в румынское православие, однако к 1941 году вновь стал практикующим иудеем. Как и большинство евреев в Румынии до 1920 года не имел права на румынское гражданство. Получил частное образование на немецком и французском языках у видного наставника, польского эмигранта графа Журавского, который распространял среди своих учеников в Румынии дарвинизм.
В старших классах школы увлекается социализмом, с 1889 году публикуется в журнале «Școala Nouă» («Новая школа» по таким вопросам, как социология, естественные науки и филология, участвовал в литературоведческой дискуссии по различиям между натурализмом и реализмом, натурализмом и «порнографией».
Позднее учился за рубежом в Гёттингенском, Цюрихском, Берлинском университете имени Гумбольдта и Штутгартском университете. Из-за рубежа продолжал посылать свои статьи в «Școala Nouă» до его закрытия в мае 1890 года. В Германии сдружился с рядом видных румынских социалистов. Получил степень доктора физической химии и лиценциата философии.
В 1890-е годы сотрудничает с социалистическим журналом «Munca» («Труд»), одна из сотрудниц которого — Рашель Вермонт — стала его женой. Вместе они опубликовали труд Макса Нордау «Дегенерация», а годом спустя — «Женщину» Августа Бебеля.
В годы Первой мировой войны перестаёт публиковаться. К её окончанию становится владельцем библиотеки и арт-салона, участвует в профсоюзном движении. В то же время, под впечатлениями от Октябрьской революции в России, его политические взгляды сдвигаются в сторону антикоммунизма. Не вступая в национально-либеральную партию, он всячески её поддерживает. К моменту выборов 1920 года вступает в Народную партию А. Авереску, где сотрудничает с поэтом-националистом О. Гогой. Был выдвинут в депутаты от еврейского округа, однако проиграл выборы. В 1922 году избран сенатором от Буковины (переизбран в 1926 году).
С 1920-х годах сближается с радикальными модернистами. В июле 1923 года представлял евреев Румынии на конгрессе национальных меньшинств, однако подвергся остракизму со стороны других евреев. В парламенте подвергался антисемитским нападкам со стороны Национально-христианской лиги обороны (Валериу Поп). Был среди дипломатов, укреплявших связи со Второй польской республикой. После падения правительства Авереску в 1927 году Штрайтман, сохранивший связи с национал-либералами, продолжал активную дипломатическую деятельность.
Потеряв место в парламенте, активно сотрудничает с крайне правыми, прежде всего с О. Гогой, который отпускает ему публичные комплименты. В 1931 году выступил на выборах как кандидат от Народной партии. После основания Национал-цэрэнистской партии Штрайтман переходит в неё. В то же время, он на выборах продвигает интересы Национал-христианской партии, близкой к фашистской «Железной гвардии». Парадоксальным образом при этом он сохраняет отношения и с левыми активистами, с которыми сотрудничал ранее.

## Коллаборационизм

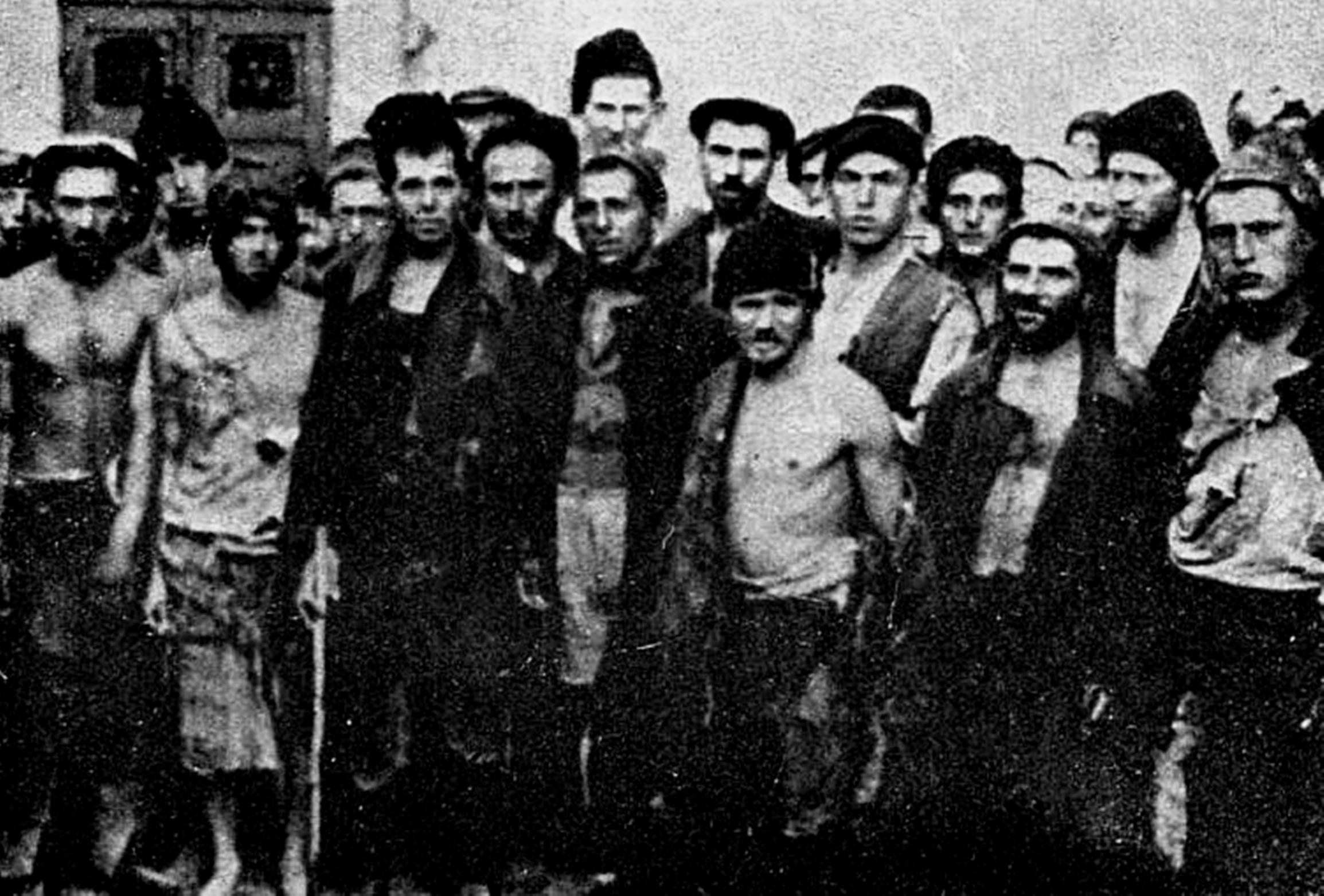
Румынские евреи на принудительных работах в Брэиле (весна 1944 г.)

С приходом к власти «национально-легионерского правительства» Штрайтман был включён в списки «еврейских писателей». После поражения легионерского путча новое правительство не отказалось от антисемитской политики, ответственным за осуществление которой стал Раду Лекка, комиссар по еврейским делам. При нём было основано Центральное еврейское управление, которое гитлеровцы (союзники румынского режима) рассматривали как аналог своих юденратов. ЦЕУ осуществляло меры по привлечению евреев к принудительным работам.
Имея связи среди румынских политиков всего политического спектра, включая Ветурию Гогу, друга диктатора Антонеску, Штрайтман был назначен в состав ЦЕУ. Как писал израильский исследователь Бела Ваго, Штрайтману также протежировал специальный немецкий посланник Густав Рихтер.
Штрайтман был в основном декоративной фигурой ЦЕУ, членом которого он был в феврале-декабре 1942 года, оставив административную работу в руках заместителя, медика Нандора Джингольда. В одной из публикаций Штрайтман обосновывал коллаборационизм тем, что текущий момент требовал от евреев действовать «нашими головами, а не нервами и хребтом». Это вызвало возмущение еврейских активистов, многие из которых встали на путь открытой критики антисемитских законов (что до поры до времени было возможно в Румынии, в отличие от ряда других стран-союзников Гитлера). Один из критиков Штрайтмана, А. Л. Зиссу, был в результате помещён в концлагерь Тыргу-Жиу.
К заслугам Штрайтмана и ЦЕУ в целом следует отнести то, что никто из его деятелей не содействовал ни акциям по депортации румынских евреев в лагеря уничтожения или к местам их казней в Транснистрии.
После войны ряд деятелей ЦЕУ, в том числе Джингольд и Исэчану, были осуждены на пожизненные сроки, однако Штрайтман избежал какого-либо наказания и активно соучаствовал в программе переселения румынских евреев в Палестину. После прихода к власти коммунистов в 1947 году новая власть предпочла игнорировать его.